# BlueGriffon
BlueGriffon è stato un Web editor, open source, WYSIWYG, compatibile con gli standard HTML 4.0, HTML5, XHTML 1.0 e XHTML5.
BlueGriffon è stato scritto da Daniel Glazman, lo sviluppatore principale di Nvu, basandosi su Gecko 2.0, la layout-engine di Mozilla Firefox 4, e  XULRunner.
Il programma (nella versione stabile v 1.6.2 "Ontto Beltza", pubblicata il 28 febbraio 2013) era disponibile in tre versioni: Microsoft Windows, macOS, e Linux (sorgenti o pacchetto di installazione per Ubuntu). Erano inoltre disponibili pacchetti di installazione per le lingue e vari add-ons.
BlueGriffon era compatibile con gli standard Web W3C. Si potevano scrivere pagine ipertestuali nei formati HTML 4.0, HTML5, XHTML 1.0 e XHTML5. Supportava inoltre CSS 2.1 e tutte le funzionalità di CSS 3 già introdotte in Gecko.
Il programma integrava inoltre SVG-edit un editor di immagini vettoriali Scalable Vector Graphics (SVG), basato su XUL, che era stato sviluppato originariamente come add-on per Firefox e che è stato adattato per renderlo compatibile con BlueGriffon.
Era disponibile un video in inglese, realizzato da Bonster, che mostra alcune delle principali caratteristiche di BlueGriffon.

## Premi
Disruptive Innovations è stata insignita di uno dei cinque premi per l'innovazione (Innovation award) della Demo Cup organizzata in occasione del Open World Forum 2010, tenutosi a Parigi nell'ottobre del 2010.